# Associació de Futbol de Iugoslàvia
L'Associació de Futbol de Iugoslàvia (FSJ) (serbi: Фудбалски савез Југославије / Fudbalski savez Jugoslavije; croat: Nogometni savez Jugoslavije; bosnià: Fudbalski savez Jugoslavije; eslovè: Nogometna zveza Jugoslavije; macedònic: Фудбалски Сојуз на Југославија) va ser l'entitat encarregada d'organitzar i gestionar el futbol al desaparegut estat de Iugoslàvia. Tenia la seu a Belgrad, encara que tenia una subseu important a Zagreb.
Administrava la selecció iugoslava i organitzava tant la lliga iugoslava de futbol com les lligues de segona divisió de les sis antigues repúbliques iugoslaves.
Tant la FIFA com la UEFA van decidir que l'Associació de Futbol de Sèrbia en seria la successora.